# Claude Auvry (Zisterzienser)
Claude Auvry (* im 17. Jahrhundert in der Île-de-France; † im 18. Jahrhundert in Cernay-la-Ville) war ein französischer Zisterzienser, Prior und Ordenshistoriker. Er ist nicht zu verwechseln mit Claude Auvry (1606–1687), Bischof von Coutances.

## Leben und Werk

### Zisterzienser
Claude Auvry trat in das Kloster Les Vaux-de-Cernay (bei Rambouillet) ein. Von 1686 bis 1698 war er Prior im Kloster Champagne (nordwestlich Le Mans), von 1698 bis 1712 Prior im Kloster Savigny (nordöstlich Fougères). In beiden Fällen muss er als tatsächlicher Oberer des Konvents angesehen werden, da die Äbte als Kommendataräbte in dieser Zeit normalerweise nicht am Ort wirkten. Abt in Savigny war seit 1691 der Neffe (gleichen Namens) von Jacques Bénigne Bossuet. 1712 ging Auvry auf eigenen Wunsch in sein Professkloster zurück und starb dort zu einem unbekannten Zeitpunkt.

### Ordenshistoriker
Auvry hinterließ im Kloster Savigny (heute in der Stadtbibliothek Fougères) ein umfangreiches Manuskript zur Geschichte der (75 Klöster umfassenden) Kongregation von Savigny. Auguste Laveille (1856–1928) gab den Text Ende des 19. Jahrhunderts in 3 Bänden heraus. Dabei gelang es ihm auch, unter dem Sigel P.D.C.A.P.D.S (par Dom Claude Auvry prieur de Savigny) den Autor zu identifizieren und ein Minimum biographischer Daten zu ermitteln.

## Werke
- Histoire de la congrégation de Savigny. 3 Bde. Hrsg. von Auguste Laveille. Lestringant, Rouen, und Picard, Paris 1896–1898.